# All About Lovin' You
All About Lovin' You is een nummer van de Amerikaanse rockband Bon Jovi uit 2003. Het is de derde single van hun achtste studioalbum Bounce.
Het nummer flopte in Amerika, maar werd in Australië en een aantal Europese landen wel een klein hitje. In de Nederlandse Top 40 haalde het een bescheiden 16e positie, terwijl het nummer het in Vlaanderen met een 4e positie in de Tipparade moest doen.